# Остров (Белозерский район)
Остров — деревня в Белозерском районе Вологодской области.
Входит в состав Гулинского сельского поселения, с точки зрения административно-территориального деления — в Гулинский сельсовет.
Расположена на берегу Лозского озера. Расстояние по автодороге до районного центра Белозерска составляет 32,5 км, до центра муниципального образования деревни Никоновская — 2,5 км. Ближайшие населённые пункты — Антоново, Горка-1, Гулино.
Население по данным переписи 2002 года — 2 человека.